# Dà vôi
Dà vôi hay còn gọi dà đỏ, nét (danh pháp khoa học: Ceriops tagal) là một loài thực vật có hoa trong họ Rhizophoraceae. Loài này được (Perr.) C.B.Rob. miêu tả khoa học đầu tiên năm 1908.

## Hình ảnh

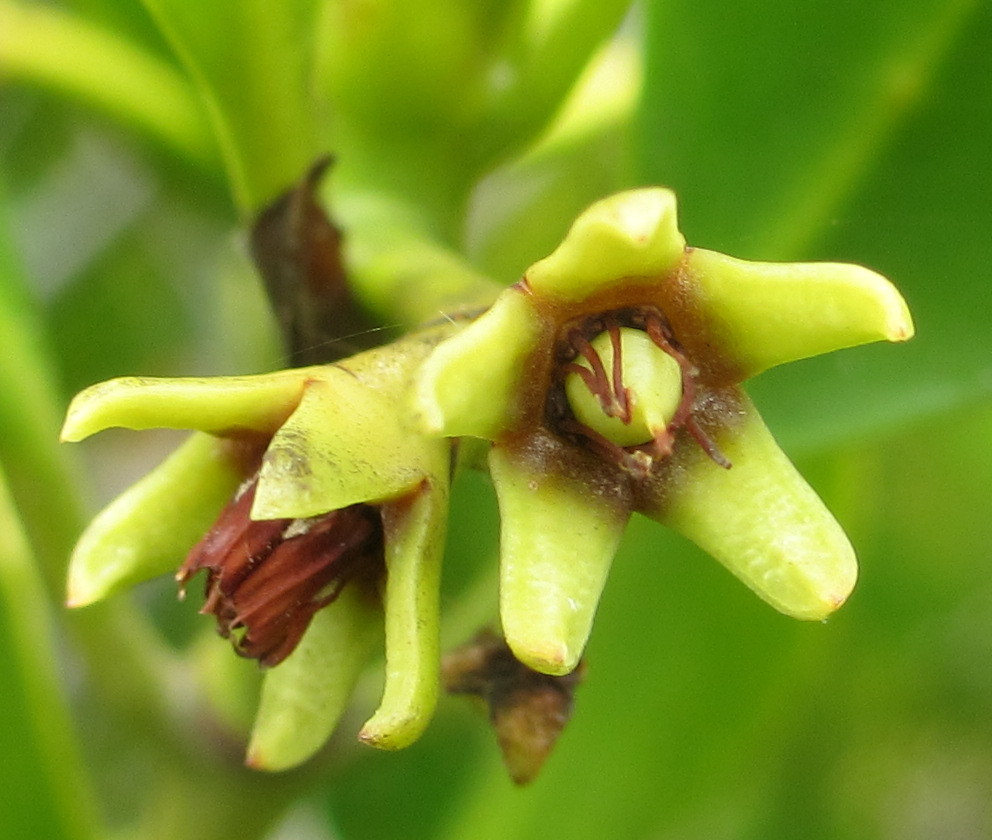
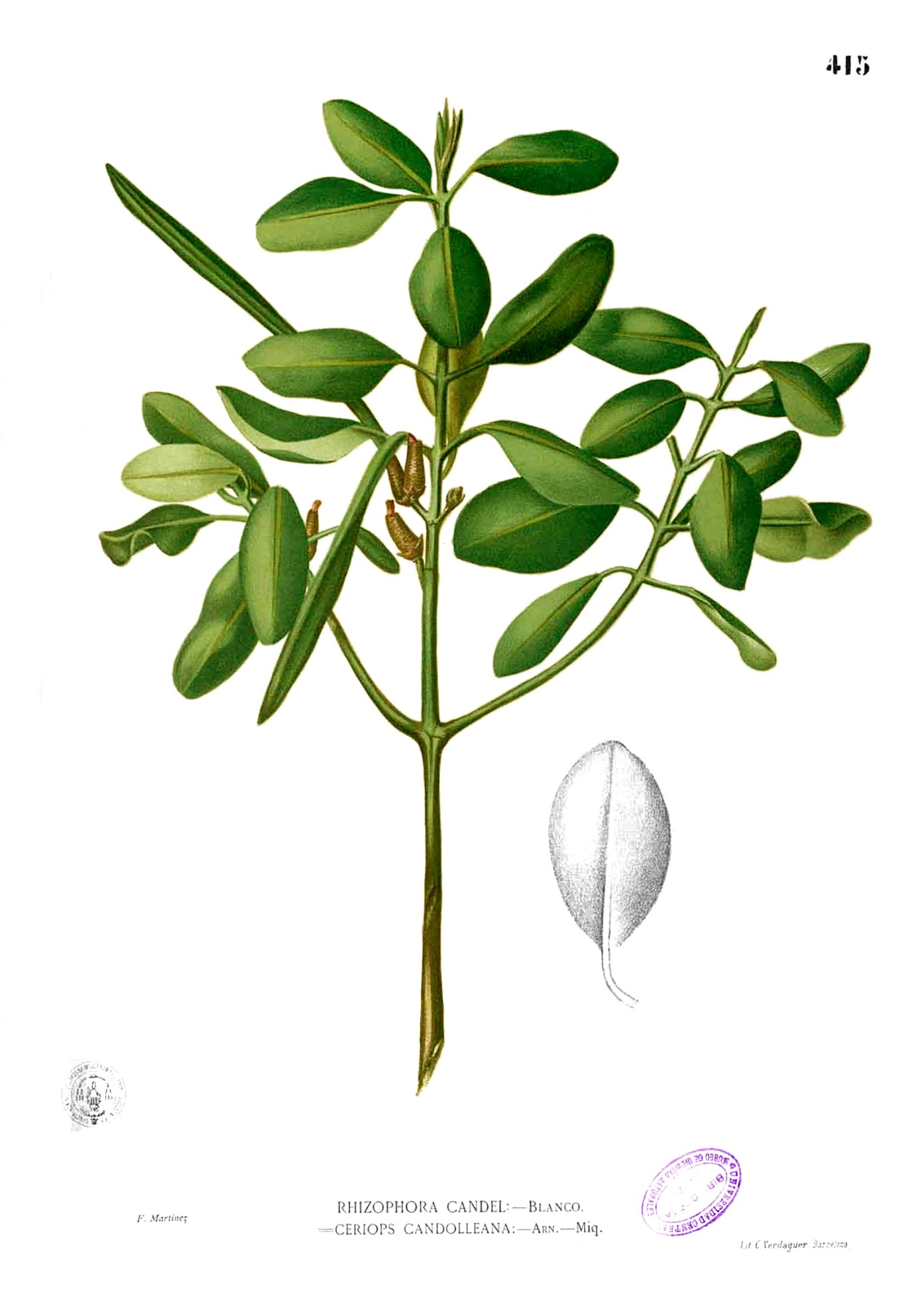
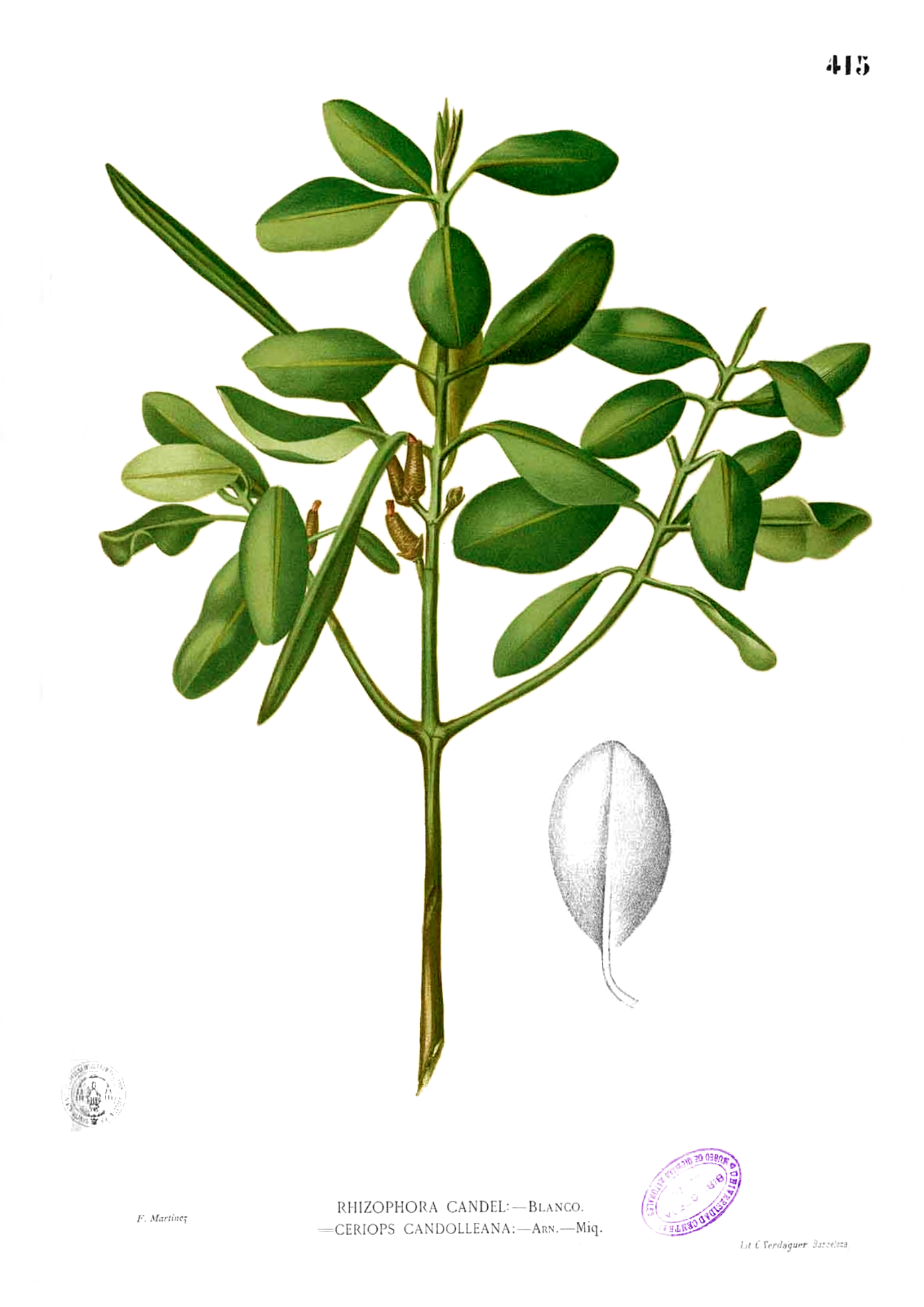